# Les Baskerville
Pour les articles homonymes, voir Baskerville.
Les Baskerville ou Les Baskerville : une famille d'enfer (The Baskervilles) est une série télévisée d'animation franco-canadienne en 26 épisodes de 26 minutes, créée par Nick Martinelli et Alastair Swinnerton, coproduite par Cinar et Alphanim et diffusée du 10 mars au 13 décembre 2000 au Canada sur Teletoon, au Québec à partir du 19 février 2000 sur Télétoon et en Grande-Bretagne sur ITV. En France, la série a été diffusée à partir du 7 juillet 2001 sur France 2 et sur Gulli en 2006.

## Synopsis
Cette série met en scène la vie d'une famille britannique dans une ville démoniaque. 
Chaque épisode commence par le personnage de Victor prononçant le texte suivant, qui explicite le principe de l'histoire : « Que ce jour vous soit des plus néfaste, je m'appelle Victor. J'ai l'immense plaisir d'interrompre votre programme afin de vous présenter ce qui sera sans doute le cadre de votre dernier séjour. Nécropolis, perle noire de mon royaume, où le bien est mal, où le mal est bien, où la faune, la flore, et même la nourriture n'attendent plus que vous. Toute mon équipe et moi-même nous donnons le plus grand mal pour accueillir chaque nouvel habitant et faire de sa vie le pire des enfers ! Les Baskerville, eux, n'ont pas choisi : ils sont arrivés à Nécropolis par erreur. Des gens foncièrement bons qui n'ont rien à faire ici. Ils n'ont même pas compris où ils sont ! C'est injuste, c'est tant mieux, c'est tant pis pour eux ! »
La vérité de l'histoire est très légèrement différente de l'introduction, puisque les Baskerville ne sont pas arrivés « par erreur », mais ont sciemment été dupés pour les faire emménager à Nécropolis. Malheureusement, les Baskerville, en plus d'être foncièrement bons, sont aussi très ingénus, surtout Charles, et comprennent très souvent de travers les situations auxquelles ils sont confrontés. Avril par contre semble s'être très bien accommodée de la nouvelle situation et ne tient pas tellement à retourner à Belfont-sur-Noise. Continuellement persécutée par Vladi Dracula « Bisou-Bisou », elle s'arrange soit pour dénouer les intrigues selon un certain sens logique, soit à tourner Victor en bourrique et en général, elle y parvient…

## Épisodes
1. Comme chez soi (No Place Like Home)
2. La Fièvre du samedi soir (Displeasure Dome)
3. Le Plombier masqué (High Maintenance)
4. Minorité morale (Moral Minority)
5. Docteur Avril (Doc April & Mr. Dad)
6. Les Chiens des Baskerville (Hounds of the Baskervilles)
7. Leçon de séduction (Bringing the House Down)
8. Damnation, une fille ! (Here's Looking at You Kevin)
9. Ragoût d'égout (Food of the Slobs)
10. Le Fou du volant (Road to Ruin)
11. Cours de soutien (Summer School Daze)
12. Maison, maison sucrée (Nice World)
13. Tous en scène (Faust Times at Underworld High)
14. Les Évadés de Nécropolis (The Not So Great Escape)
15. Bienvenue à Nécropolis (Welcome to the Underworld)
16. Un rival encombrant (Sizzling Ribaldry)
17. L'habit ne fait pas le Charles (Right Trousers, Wrong Brian)
18. Horreurs et grands frissons (Ghouls on Film)
19. Garde monstre (Don't Mind the Baby)
20. Le Pire Noël (Old Saint Nick)
21. Les Éclaireuses diaboliques (Ghouls Scout)
22. Au cœur des thé-nèbres (Crumble in the Jungle)
23. Souffrir ou surfer (Sulfur Surfer)
24. L'apocalypse est pour mardi (Doomsday Tuesday)
25. Le Chevalier écarlate (Scarlet Pimple)
26. La Belle et le lapin (Beauty and the Bunny)